# 伊原昭
伊原 昭（いはら あき、1917年10月24日 - 2018年5月20日）は、日本の国文学者、梅光女学院大学名誉教授。本名・昭子。
鎌倉市生まれ。東京女子大学卒業、日本大学文学研究科修了。1970年「平安朝文学の色相」で日大文学博士。国立国会図書館主査、和洋女子大学助教授、同教授、1977年梅光女学院大学教授、1988年定年退任、名誉教授。
1975年『日本文学色彩用語集成　中世』で風俗史学会第一回「野口眞造記念染色研究奨励金」受賞、1977年『日本文学色彩用語集成　中古』で風俗史学会第六回「江馬賞」受賞。2007年エイボン女性年度賞受賞。古典文学における色彩について研究してきた。
2018年5月20日、老衰のため死去。100歳没。

## 著書
- 『色彩と文学 古典和歌をしらべて』桜楓社出版 1959
- 『万葉の色相』塙選書 1964
- 『平安朝文学の色相 特に散文作品について』笠間書院 1967
- 『古典における色彩と文芸美』笠間書院 笠間叢書 1971
- 『日本文学色彩用語集成 中世』笠間書院 1975
- 『日本文学色彩用語集成 中古』笠間書院 1977
- 『古典文学における色彩 色彩用語解説付』笠間書院 1979
- 『日本文学色彩用語集成 上代 1』笠間書院 1980
- 『平安朝の文学と色彩』中公新書 1982
- 『日本文学色彩用語集成 上代 2』笠間書院 1986
- 『万葉の色 その背景をさぐる』笠間書院 笠間叢書 1989
- 『文学にみる日本の色』朝日選書 1994
- 『王朝の色と美』笠間書院 笠間叢書 1999
- 『日本文学色彩用語集成 近世』笠間書院 2006
- 『色へのことばをのこしたい』笠間書院 2011
- 『源氏物語の色 いろなきものの世界へ』笠間書院 2014

## 論文
- Cinii